# 凱特·勒維寧
凱特·勒維寧（英語：Kate Levering；1979年1月3日—），是一位美國女演員和舞者，出生於加利福尼亞州沙加緬度，以代表作《美女上錯身》飾演Kim Kaswell一角而為人所知。

## 電視節目
- 2009-2014年《美女上錯身》Drop Dead Diva

## 外部連結
- 凱特·勒維寧在互联网电影资料库（IMDb）上的資料（英文）
- 互聯網百老匯資料庫（IBDB）上凱特·勒維寧的資料（英文）
- 凱特·勒維寧的X（前Twitter）